# Johann Wilhelm Ritter

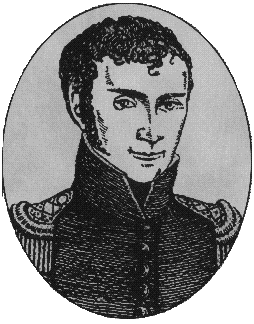
Johann Wilhelm Ritter

Johann Wilhelm Ritter (Samitz, Silèsia, 16 de desembre del 1776 - Múnic, Baviera, 23 de gener del 1810), és un físic i químic alemany.
Va néixer a Samitz, avui dia Zamienice, un llogarret proper a Haynau, avui dia Chojnów a Schlesien (la Silèsia prussiana, avui dia al Województwo polonès de Dolnośląskie o Baixa Silèsia.
Després d'haver treballat durant cinc anys com a aprenent a una farmàcia, el 1795, quan tenia 19 anys, va rebre una petita herència que li va permetre d'inscriure's a la universitat, primer a Thüringen i després a Jena (1796), per estudiar medicina. El coneixement dels treballs d'Alexander von Humboldt sobre l'excitació galvànica dels teixits nerviosos el va portar a desenvolupar un gran interès cap als experiments elèctrics.
Ritter va treballar especialment en el camp de l'electricitat, en particular en electroquímica i l'electrofisiologia. El 1798 va ser el primer a establir una relació explícita entre el galvanisme i la reactivitat química, posant les bases de l'electròlisi i la galvanoplàstia.
El 1799 va fundar la revista Beyträge zur nähern Kenntniß des Galvanismus on va enunciar algunes de les conclusions dels seus estudis, com ara que els processos galvànics sempre són relacionats amb una oxidació i una reducció. Va estudiar l'oxidació bimetàl·lica demostrant la seva naturalesa elèctrica i no estrictament química.
El 1800, pocs mesos després que William Nicholson descompongués l'aigua en oxigen i hidrogen, Ritter va repetir l'experiment però va aconseguir de recollir els dos gasos separadament en millorar els elèctrodes. Poc després va descobrir el procés de la galvanoplàstia i va comprendre que la intensitat dels seus efectes depenia de la distància entre els elèctrodes.
El 1801 passà a formar part de la cort d'Ernest II (1745-1804) duc de Saxònia-Gotha-Altenburg.
El 1801 va observar corrents termoelèctrics anticipant el descobriment de la termoelectricitat que faria Thomas Johann Seebeck el 1821. Aquest mateix any va millorar la pila voltaica i el 1802, gràcies als seus estudis sobre les cèl·lules electrolítiques, va construir la primera la pila seca, i el 1803 els primers acumuladors.
El 1801 Ritter va descobrir les radiacions ultraviolades, aquesta incursió en l'espectrografia fou motivada pel descobriment que el 1800 va fer William Herschel de les radiacions infraroges, Ritter era convençut que la naturalesa bipolar de l'electricitat era comú a tota la natura i, per tant, si existia una radiació invisible més enllà de la llum visible roja, havia d'existir el seu equivalent al costat oposat de l'espectre visible, és a dir, més enllà de la llum violeta visible. Durant els anys que va ser a la universitat havia notat que el clorur d'argent (AgCl) era fotosensible i s'enfosquia en presència de la llum. Aquesta experiència l'ajudà a verificar la seva teoria sobre les radiacions ultraviolades, utilitzant un experiment anàleg al de Herschel. Emprant un prisma de vidre va dividir un raig de llum solar en els diferents colors de l'espectre i els va posar en contacte amb clorur d'argent. Ritter va observar que el vermell causava petits canvis mentre que la zona que havia més enllà del violeta s'enfosquia molt ràpidament. Aquesta va ser la prova de l'existència d'una radiació invisible que fou anomenada ultraviolada.
A la tardor del 1804 va rebre finalment el reconeixement científic i l'estabilitat laboral per mitjà de la Bayerische Akademie der Wissenschaften (l'Acadèmia Bavaresa de les Ciències), per això es traslladà a Múnic on va romandre fins a la seva mort, que es va produir als 33 anys després duna greu malaltia, probablement causada pels seus experiments d'excitació elèctrica d'alt voltatge que feia sobre el seu propi cos.
Ritter tenia la tendència a endarrerir la publicació de les seves investigacions i descobertes, pensava que per documentar dos mesos del seu treball eren necessaris dos anys, per això molts dels seus descobriments i investigacions van passar desapercebuts, en alguns casos van ser redescoberts posteriorment de manera independent per altres investigadors. A més, durant els darrers anys de la seva vida es va interessar sobre els fenòmens ocults, cosa que va perjudicar la seva credibilitat i el va aïllar del món científic, al mateix temps que el posava en dificultats econòmiques. No fa gaire més d'un segle que el seu treball dins del camp científic ha estat reconegut i considerat digne de crèdit.

## Escrits
- Fragmente aus dem Nachlasse eines jungen Physikers. Ein Taschenbuch für Freunde der Natur. Erstmals Heidelberg 1810.

(Fragments de les deduccions d'un físic jove. Un llibre en rústica per als amics de la natura).
Tornat a publicar amb un epíleg de Steffen i Birgit Dietzsch, publicat per Gustav Kiepenheuer, Leipzig i Weimar, 1984, ISBN 3-7833-6401-9.
- Aquesta publicació, feta després de la seva mort, no tracta de les seves deduccions sinó una col·lecció dels seus croquis i aforismes físics i poètics arranjada per ell mateix.
- Entdeckungen zur Elektrochemie, Bioelektrochemie und Photochemie. Sèrie: Ostwalds Klassiker der exakten Wissenschaften, volum 271.

(Descobriments en electroquímica, bioelectroquímica i fotoquímica)
Selecció, introducció i explicacions de Hermann Berg i Klaus Richter, publicat per Harri Deutsch, Thun i Frankfurt/Main 1997, ISBN 3-8171-3271-9.
- Aquest llibre recull els assaigs més importants de Ritter en el camp de les ciències, des de la invenció de l'acumulador al descobriment de la llum ultraviolada.